# Paco Manzanedo
Francisco Manzanedo, también conocido como Paco Manzanedo (Madrid, 18 de mayo de 1978) es un actor español, conocido por protagonizar REC 4: Apocalipsis.

## Biografía
Actor madrileño que debutó en la profesión con la serie de televisión Policías en el corazón de la calle. 
En 1997 también participaría en Médico de familia y, más tarde, en Sin tetas no hay paraíso, Cazadores de hombres, MIR y Planta 25.
En cine, ha trabajado en las películas Gente de fiesta (2012), Flores de otro mundo (1999), Créeme, estoy muerto (1998), Omnívoros (2013) y REC 4: Apocalipsis (2014).
En marzo de 2018 se anuncia que se incorpora a las grabaciones del serial diario Servir y proteger con un personaje de largo recorrido.

## Filmografía

### Cine
- Cobayas: Human Test como Leonard (2014)
- REC 4: Apocalipsis como Guzmán (2014)
- Secuestro, de Mar Targarona como escarmentador #1 (2016)
- El olivo como Nelson, jefe de Rafa (2016)

### Series de televisión
- 1997: Médico de familia (Telecinco), personaje episódico.
- 1998: Periodistas (Telecinco), personaje episódico.
- 1999: A las once en casa (TVE), personaje episódico.
- 2000-2001: Policías en el corazón de la calle (Antena 3), personaje episódico.
- 2001: El secreto (TVE), como Diego.
- 2002: Un paso adelante (Antena 3), personaje episódico.
- 2002-2007: Hospital Central (Telecinco), como Mario Monforte/Alejandro.
- 2004: Aquí no hay quien viva (Antena 3), personaje episódico.
- 2005: Fuera de control (TVE), como Juan Vidal.
- 2006: El comisario (Telecinco), personaje episódico.
- 2007: Génesis, en la mente del asesino (Cuatro), como Pablo.
- 2008: Planta 25 (FORTA), como Roberto Valdemares.
- 2008: Cazadores de hombres (Antena 3), como Roberto Valdemares.
- 2008: MIR (Antena 3), personaje episódico.
- 2008-2009: Chica busca chica (YouTube), como Jorge.
- 2009: Sin tetas no hay paraíso (Telecinco), como Penumbras.
- 2011: Hispania, la leyenda (Antena 3), personaje episódico.
- 2012: La fuga (Telecinco), como Jesús Guerrero.
- 2014: Crónica de castas (Canal Once) - en México -, como Katu (un episodio).
- 2015: Águila Roja (TVE), personaje episódico.
- 2016: La sonata del silencio (TVE), como Reaño.
- 2017: Perdóname, Señor (Telecinco), como Mustafá.
- 2017: El final del camino (TVE), como Yusuf.
- 2017: El Ministerio del Tiempo (TVE), como Gaspar de Entrerríos.
- 2017: Conquistadores: Adventum (Movistar+), como Vasco Núñez de Balboa.
- 2018: Servir y proteger (TVE), como Cayetano «Tano» Céspedes.
- 2018: Fariña (antena 3) como funcionario de prisiones
- 2019-2020: El embarcadero (Movistar+), como Vicent.
- 2020: Las chicas del cable (Netflix), como General Salgado.
- 2020-presente: Desaparecidos (Telecinco), como Patiño.